# Інститут спеціальної педагогіки і психології імені Миколи Ярмаченка НАПН України
Інститут спеціальної педагогіки і психології імені Миколи Ярмаченка НАПН України — провідна наукова установа Національної академії педагогічних наук України в галузі корекційної педагогіки та спеціальної психології, що здійснює фундаментальні і прикладні дослідження з проблем навчання та виховання дітей з порушеннями психофізичного розвитку. Єдиний в державі науковий осередок у галузі спеціальної педагогіки.

## Історія
Інститут був створений у 1994 році з метою розробки фундаментальних та прикладних досліджень, спрямованих на вирішення актуальних теоретичних, методологічних і методичних проблем спеціальної педагогіки і мав назву Інституту дефектології.

## Структура Інституту
- Відділ навчання жестової мови
- Відділ психолого-педагогічного супроводу дітей з особливими потребами
- Відділ інклюзивного навчання
- Відділ логопедії
- Відділ освіти дітей з порушеннями інтелектуального розвитку
- Відділ освіти дітей з порушеннями зору
- Відділ освіти дітей з порушеннями слуху

При Інституті функціонує аспірантура та докторантура, працює спеціалізована вчена рада із захисту дисертацій на здобуття наукового ступеня кандидата і доктора наук за спеціальностями «корекційна педагогіка» та «спеціальна психологія». За роки існування інституту було захищено близько 150 кандидатських та докторських дисертацій.

## Наукова діяльність
Провідні напрями досліджень
- розроблення науково-теоретичних засад навчання та виховання дітей з порушеннями психофізичного розвитку;
- розроблення та впровадження інноваційних технологій і моделей корекційного навчання дітей з обмеженими можливостями здоров'я;
- впровадження результатів наукових досліджень в практику навчання і виховання дітей з порушеннями психофізичного розвитку;
- підготовка наукових кадрів через аспірантуру, докторантуру та участь у перепідготовці педагогічних кадрів;
- консультування науковців, практиків, батьків, осіб з порушеннями психофізичного розвитку;
- популяризація знань про особливості розвитку і навчання дітей з особливими потребами.

Серед важливих напрямів діяльності співробітників Інституту — робота над надзвичайно актуальними питаннями, що стосуються впровадження інклюзивної моделі освіти дітей з порушеннями психофізичного розвитку, надання методичної допомоги закладам та установам нових типів, які забезпечують різноманітний спектр послуг дітям з порушеннями психофізичного розвитку та їхнім сім'ям.
Результати науково-теоретичних досліджень Інституту покладено в основу важливих нормативних документів у галузі спеціальної освіти, монографій, науково-методичних посібників, втілено у сучасних підручниках для різних типів спеціальних шкіл, навчальних програмах, навчально-методичних посібниках, методичних рекомендаціях.
Співробітники Інституту здійснюють наукове керівництво експериментальними педагогічними майданчиками на базі навчально-реабілітаційних центрів в різних регіонах України, спеціальних навчально-виховних закладів, де розробляються та впроваджуються оригінальні технології корекційного навчання; є постійними членами Центральної психолого-медико-педагогічної консультації.

## Фахові періодичні видання Інституту
- фаховий журнал «Особлива дитина: навчання і виховання»
- збірник наукових праць «Освіта осіб з особливими потребами: шляхи розбудови»
- збірник наукових праць «Жестова мова й сучасність»
- збірник наукових праць «Теорія і практика олігофренопедагогіки та спеціальної психології»
- збірник наукових праць «Український логопедичний вісник»
- збірник наукових праць «Дитина із сенсорними порушеннями: розвиток, навчання, виховання»

## Міжнародні зв'язки
Інститут співпрацює з колегами з Інституту корекційної педагогіки РАО (Росія), Академією спеціальної педагогіки ім. Марії Гжегоржевскої (Польща), Міжнародною радою освіти осіб з порушеннями зору (ICEVI), Університету Альберти, Коледжу Грента МакЮена (Канада), науковими установами та вищими навчальними закладами Білорусі, Таджикистану тощо.